# Station Góra Śląska
Station Góra Śląska is een spoorwegstation in de Poolse plaats Góra.